# San Cristóbal de la Cuesta
San Cristóbal de la Cuesta település Spanyolországban, Salamanca tartományban. San Cristóbal de la Cuesta Monterrubio de Armuña, La Vellés, Castellanos de Moriscos és Villares de la Reina községekkel határos. Lakosainak száma 1143 fő (2024).

## Népesség
A település népessége az elmúlt években az alábbi módon változott:
| Lakosok száma | 390  | 521  | 659  | 816  | 985  | 1001 | 989  | 1039 | 1069 | 1143 |
|               | 2001 | 2004 | 2007 | 2009 | 2012 | 2014 | 2017 | 2019 | 2022 | 2024 |